# 原州法泉寺址智光国師塔
原州法泉寺址智光国師塔は、高麗時代11世紀につくられた石塔である。もと江原道原州市に置かれていたが、1912年に日本に持ち出され、現在ソウル特別市鍾路区景福宮の国立古宮博物館の敷地に移設されている。1962年12月20日、韓国の国宝第101号に指定された。

## 画像

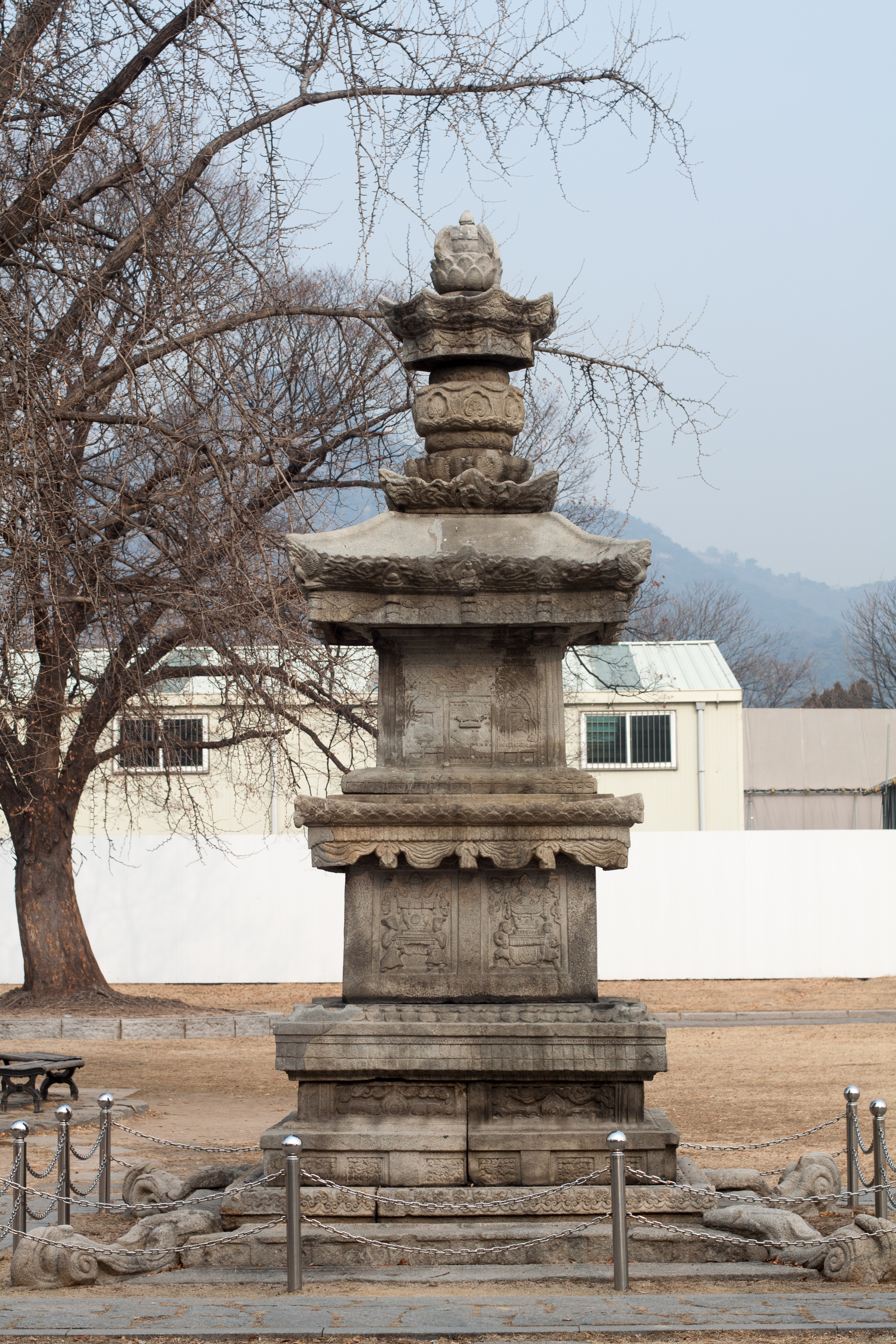
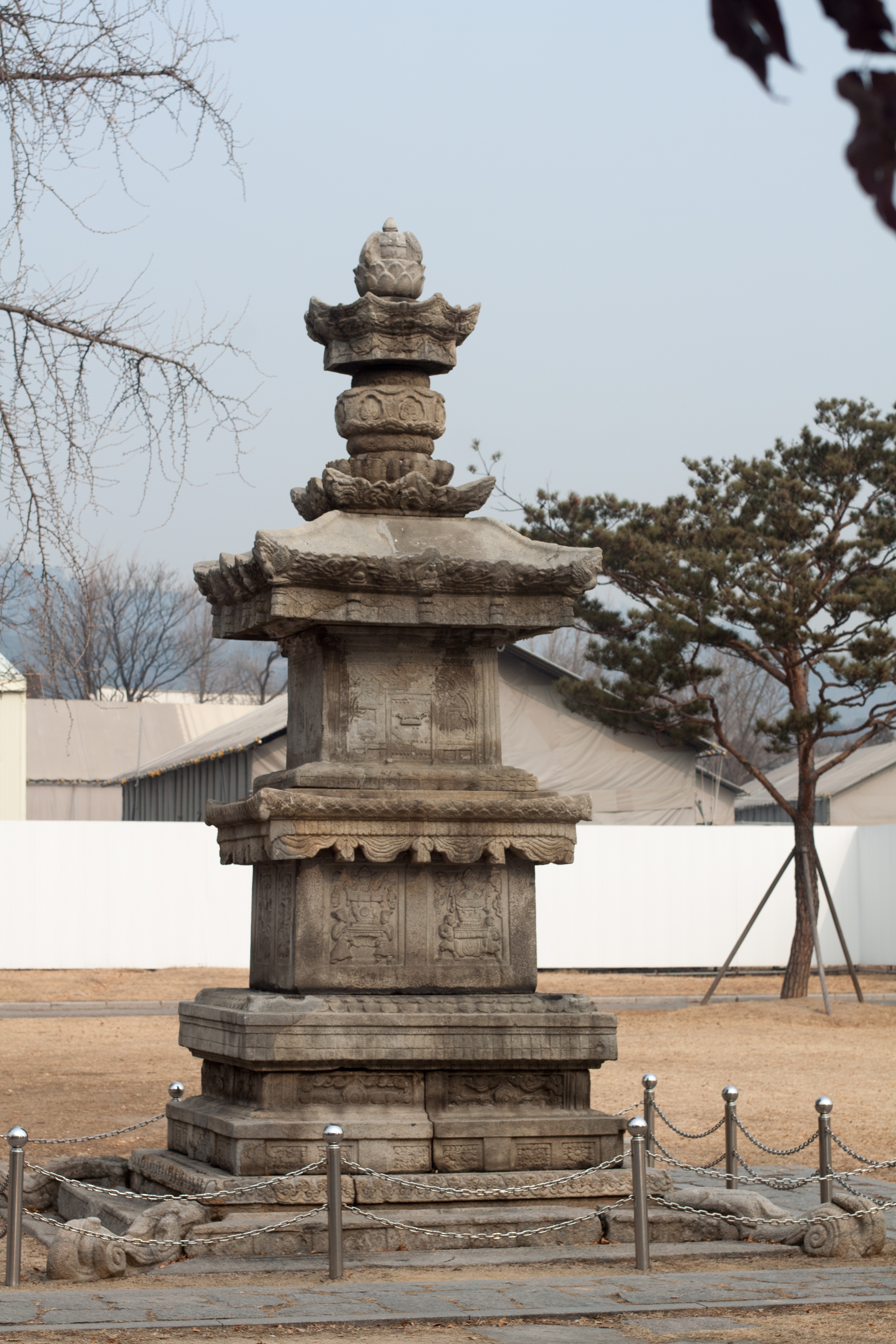
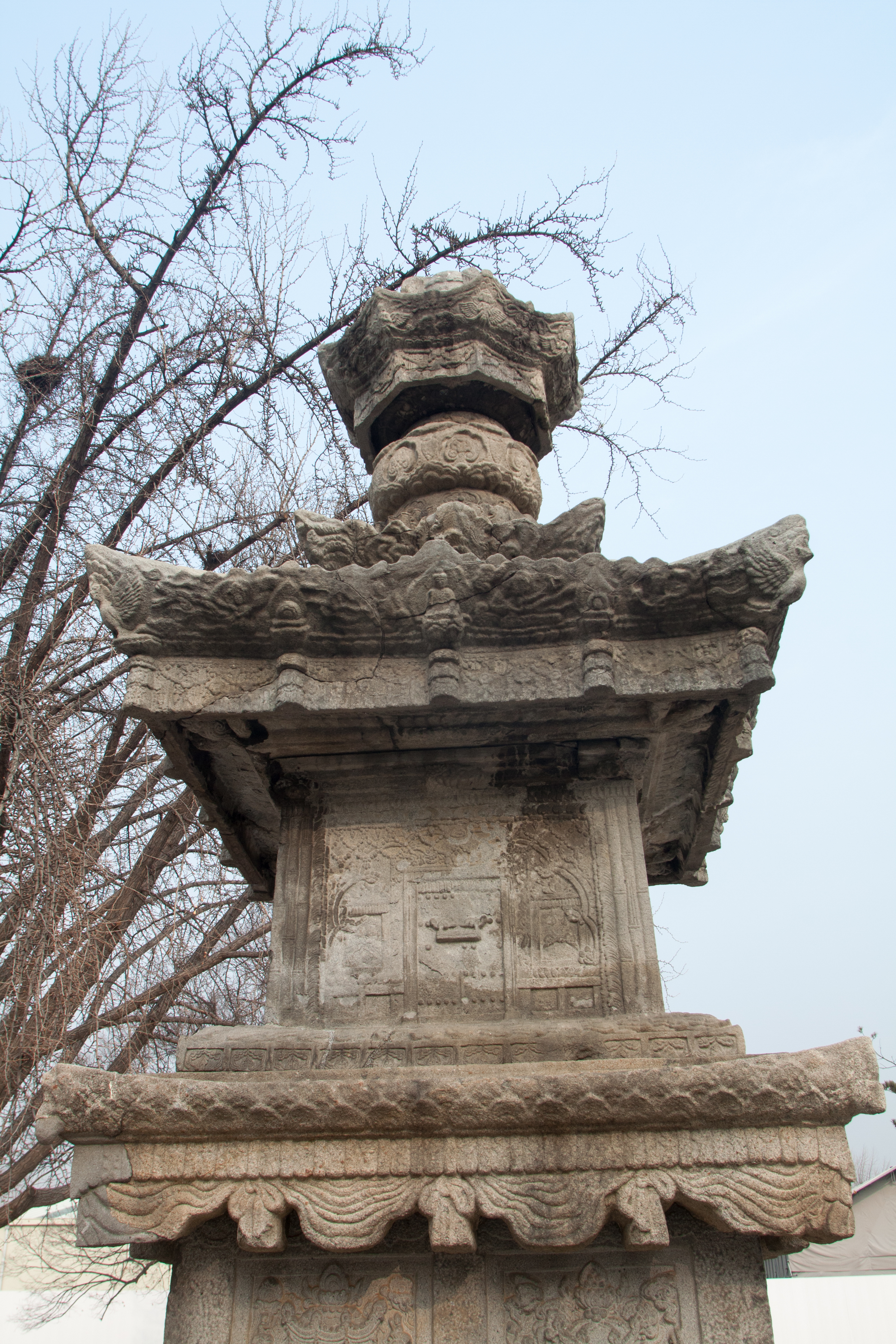
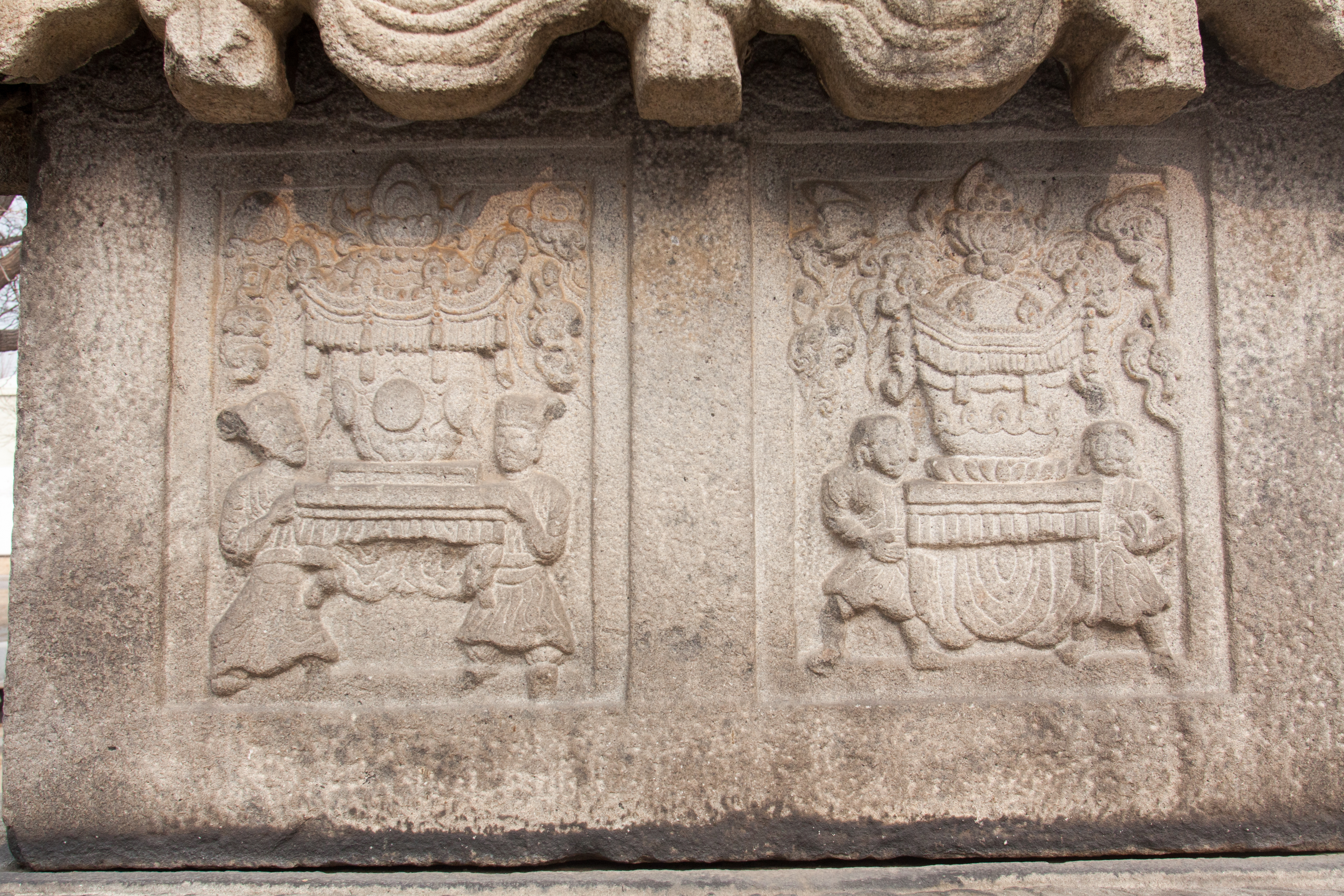
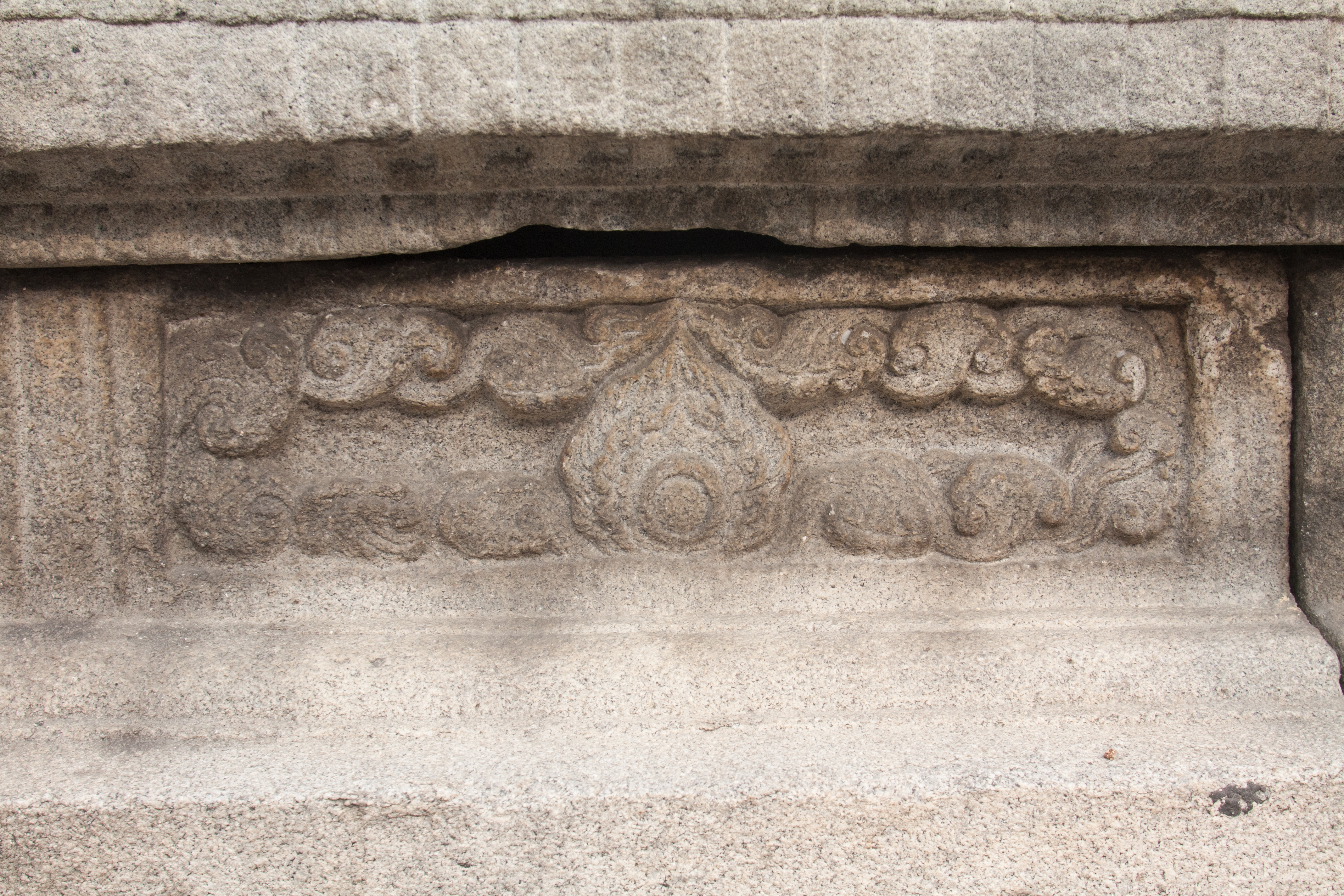